# بيض السمان

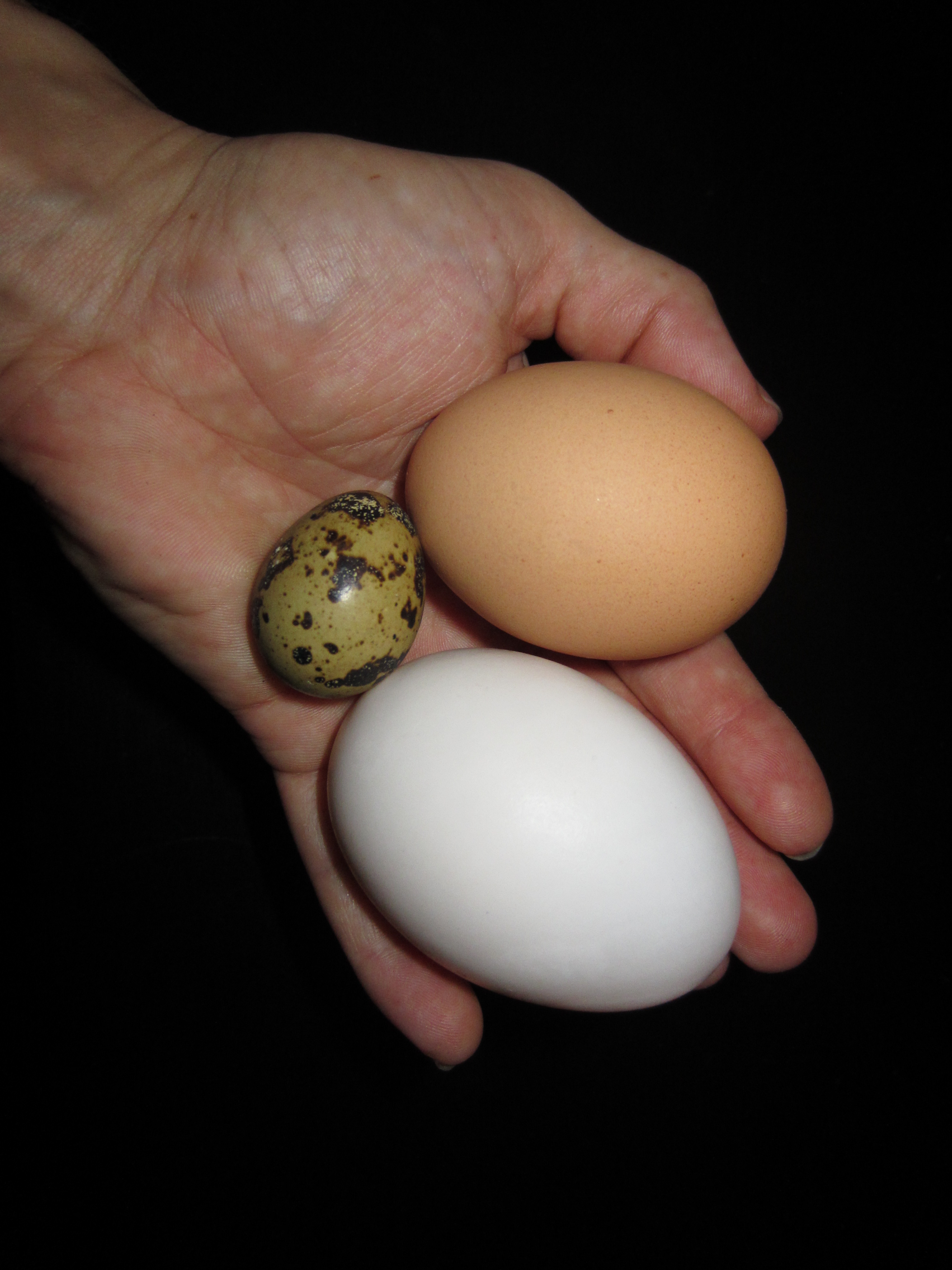
حجم بيض السمان مقارنة بحجم بيض الدجاج (الأعلى) وبيض البط (الأسفل).

بيض السمان يتم تناولها وتعتبر طعامًا شهيًا في أجزاء كثيرة من دول العالم، بما في ذلك آسيا،أوروبا وأمريكا الشمالية. في المطبخ ياباني، يتم استخدامها في بعض الأحيان نيئة أو مطبوخة مثل التاماجو في السوشي وغالبًا ما توجد في وجبات غداء البنتو.
يعتبر بيض السمان أقل غرابة. في البرازيل، كولومبيا، الإكوادور وفنزويلا، وتعتبر بيضة السمان المسلوقة من الإضافات الشائعة في شطائر الهوت دوغ والهامبرغر، وغالبًا ما يتم تثبيتها في مكانها باستخدام عود تخليل أسنان. وفي فيتنام تُباع أكياس بيض السمان المسلوق في الأكشاك في الشوارع كوجبات خفيفة غير مكلفة. كذلك تعتبر من الأطعمة الشهيرة في الالفلبين، كوريا الجنوبية وإندونيسيا.